# سی ۲۸۰ فالن
سی ۲۸۰ فالن (به انگلیسی: Caudron_C.280) یک هواگرد ملخ‌پیشین تک‌موتوره از نوع ترابری ساخت شرکت کودرون است. هواگرد سی ۲۸۰ فالن نخستین پروازش را در مارس ۱۹۳۲ میلادی انجام داد. در مجموع، تعداد ۲۴۰ فروند از این هواگرد ساخته شده‌است.
طراح این هواگرد، پل دویل بود.

## ویژگی‌ها

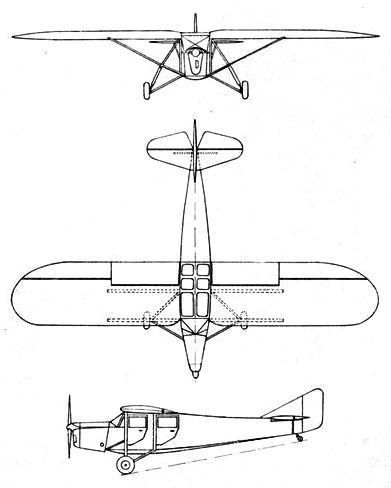
Caudron C.286 3-view drawing from طراحی و نقاشی از هواگرد

ویژگی‌های عمومی
- خدمه: یک خلبان
- ظرفیت: دو یا سه مسافر
- طول: ۸٫۲۵ متر (۲۷ فوت ۱ اینچ)
- پهنای بال: ۱۱٫۶۲ متر (۳۸ فوت ۱ اینچ)
- ارتفاع: ۲٫۰۵ متر (۶ فوت ۹ اینچ)
- مساحت بال‌ها: ۲۵٫۴ متر مربع (۲۷۳ فوت مربع)
- وزن خالی: ۱٬۱۰۰ کیلوگرم (۲٬۴۲۵ پوند)
- وزن ناخالص: ۵۵۰ کیلوگرم (۱٬۲۱۳ پوند)
- پیشرانه: ۱ عدد  رنو ۴، ۱۰۸ کیلووات (۱۵۰ اسب بخار)

عملکرد
- حداکثر سرعت: ۱۸۵ کیلومتر بر ساعت (۱۱۵ مایل بر ساعت، ۱۰۰ گره)
- بُرد: ۸۵۰ کیلومتر (۵۲۸ مایل، ۴۵۹ مایل دریایی)
- حداکثر ارتفاع: ۴٬۵۰۰ متر (۱۴٬۷۵۰ فوت)